# Mariano Benito Barrio Fernández
Mariano Benito Barrio Fernández (Jaca, 21 novembre 1805 – Valencia, 20 novembre 1876) è stato un cardinale spagnolo.
Fu nominato cardinale della Chiesa cattolica da papa Pio IX.

## Biografia
Nacque a Jaca il 21 novembre 1805.
Papa Pio IX lo elevò al rango di cardinale nel concistoro del 22 dicembre 1873.
Morì il 20 novembre 1876, il giorno prima del suo 71º genetliaco.

## Genealogia episcopale e successione apostolica
La genealogia episcopale è:
- Cardinale Scipione Rebiba
- Cardinale Giulio Antonio Santori
- Cardinale Girolamo Bernerio, O.P.
- Arcivescovo Galeazzo Sanvitale
- Cardinale Ludovico Ludovisi
- Cardinale Luigi Caetani
- Cardinale Ulderico Carpegna
- Cardinale Paluzzo Paluzzi Altieri degli Albertoni
- Papa Benedetto XIII
- Papa Benedetto XIV
- Papa Clemente XIII
- Cardinale Francesco Saverio de Zelada
- Cardinale Antonio Sentmanat y Castellá
- Cardinale Luigi Maria di Borbone-Spagna
- Arcivescovo Bernardo Francés Caballero
- Vescovo Carlos Laborda Clau
- Cardinale Mariano Benito Barrio Fernández

La successione apostolica è:
- Vescovo Calixto Castrillo y Ornedo (1862)
- Vescovo Joaquín Hernández y Herrero (1864)
- Vescovo José Luis Montagut y Rubio (1864)
- Vescovo Ramón Garcia y Antón, O.S.H. (1865)